# Francisco Costa
Francisco Costa (Porto Alegre, 28 giugno 1973) è un ex tennista brasiliano.

## Carriera
In carriera ha raggiunto in singolare la 140ª posizione della classifica ATP, mentre in doppio ha raggiunto il 170º posto.
In Coppa Davis ha disputato una partita, ottenendo nell'occasione una vittoria.